# Мілан Новий
Мілан Новий (чеськ. Milan Nový; нар. 23 вересня 1951, Кладно, Чехословаччина) — чехословацький хокеїст, центральний нападник.
Один з найкращих гравців в історії чехословацького хокею. Чемпіон світу 1976, 1977. Член зали слави ІІХФ (2011) та зали слави чеського хокею (2008).

## Клубна кар'єра
В чемпіонаті Чехословаччини дебютував у складі кладненського СОНПа (1968-1972). З 1972 по 1974 рік проходив військову службу в їглавській «Дуклі». У першому ж сезоні Мілан Новий найкращий снайпер та бомбардир ліги — 58 набраних очок (39 закинутих шайб та 19 результативних передач). Наступного року армійська команда здобула золоті нагороди національного чемпіонату.
Наступні вісім сезонів провів у кладненському клубові. Разом з Франтішеком Поспішилом був лідером команди, яка домінувала у чехословацькому хокеї того часу. СОНП (Кладно) виграв чотири чемпіонати поспіль, а п'ятий титул у 1980 році. Мілан Новий тричі визнавався найкращим хокеїстом року у Чехословаччині (1977, 1981, 1982). 
П'ять разів здобуває титул найкращого бомбардира ліги (1976-1978, 1981-1982). В сезоні 1976-77 встановлює рекорд чемпіонату — 89 очок (59 голів та 30 передач). Це досягнення лише в 2008-09 поліпшив Ярослав Беднарж. 59 закинутих шайб у тому чемпіонаті так і залишилися рекордом чехословацької хокейної ліги. Не вдалося його поліпшити і гравцям чеської екстраліги. У двох попередніх турнірах він також найкращий снайпер ліги: 1975 (44 голи), 1976 (32). Лише в чемпіонаті, за ці вісім сезонів, забиває 285 голів у 286 іграх. В сезоні 1980-81 поліпшує досягнення результативності в чемпіонатах Чехословаччини, яке належало Йозефу Черному (403 голи).
П'ять років поспіль, команда Мілана Нового, виходить до фіналу кубка європейських чемпіонів. У чотирьох поєдинках з ЦСКА сильнішим виявляється суперник, а в 1977 році перемога над московським «Спартаком».
На драфті 1982 року, під загальним 58-м номером, його обирає клуб Національної хокейної ліги «Вашингтон Кепіталс». За сезон у регулярному чемпіонаті провів 73 матчі та набрав 48 очок (18 голів + 40 результативних передач). Два матчі провів у Кубку Стенлі.
З 1983 року грав за швейцарський клуб «Цюрих». В національній лізі «А» провів 38 ігор та набрав 54 очки (31 гол і 23 результативні передачі), але його команда вибуває до другого дивізіону. Сезон 1985-86 проводить у складі австрійського «Вінера». За 40 матчів набирає 81 очко (31 гол та 50 результативних передач).
В 1986 році повертається до Кладно. Вніс вагомий внесок у здобутті путівки до вищого дивізіону (71 очко). Наступного сезону команда грає у плей-офф чемпіонату, а Новий входить до 10 найкращих бомбардирів ліги. В останньому чемпіонаті його партнером по нападу був легендарний гравець наступного покоління, вже чеського хокею — Яромір Ягр. Всього в чемпіонаті Чехословаччини забив 474 голи в 633 іграх.

## Виступи у збірній
У складі національної збірної був учасником двох Олімпіад (1976,  1980). 1976 року в Інсбруку здобув срібну нагороду. Найкращий бомбардир турніру в Лейк-Плесіді — 15 очок (7+8).
Брав участь у семи чемпіонатах світу та Європи (1975-1979, 1981, 1982). Чемпіон світу 1976, 1977; другий призер 1975, 1978, 1979, 1982; третій призер 1981. В 1976 році був обраний до символічної збірної на чемпіонаті світу. Найкращий снайпер цього турніру (разом із Мартінецем та Новаком — по 9 закинутих шайб). На чемпіонатах Європи — дві золоті (1976, 1977), три срібні (1975, 1978, 1979) та дві бронзові нагороди (1981, 1982). Фіналіст Кубка Канади 1976 та учасник півфіналу 1981 року (13 матчів, 6 голів).
На чемпіонатах світу та Олімпійських іграх провів 74 матчі (45 закинутих шайб), а всього у складі збірної Чехословаччини — 211 матчів (120 голів).

## Клуб хокейних снайперів
Мілан Новий очолює «Клуб хокейних снайперів» — 594 закинуті шайби в іграх за національну збірну та в чехословацькій хокейній лізі.

## Нагороди та досягнення

### Командні
| Нагороди                     | Команда          | Кіл. | Роки                         |
| ---------------------------- | ---------------- | ---- | ---------------------------- |
| Олімпійські ігри             |                  |      |                              |
| Срібло                       | Чехословаччина   | 1    | 1976                         |
| Чемпіонат світу              |                  |      |                              |
| Золото                       | Чехословаччина   | 2    | 1976, 1977                   |
| Срібло                       | Чехословаччина   | 4    | 1975, 1978, 1979, 1982       |
| Бронза                       | Чехословаччина   | 1    | 1981                         |
| Кубок Канади                 |                  |      |                              |
| Фіналіст                     | Чехословаччина   | 1    | 1976                         |
| Півфінал                     | Чехословаччина   | 1    | 1981                         |
| Чемпіонат Європи             |                  |      |                              |
| Золото                       | Чехословаччина   | 2    | 1976, 1977                   |
| Срібло                       | Чехословаччина   | 3    | 1975, 1978, 1979             |
| Бронза                       | Чехословаччина   | 2    | 1981, 1982                   |
| Кубок європейських чемпіонів |                  |      |                              |
| Володар                      | СОНП (Кладно)    | 1    | 1977                         |
| Фіналіст                     | СОНП (Кладно)    | 4    | 1975, 1976, 1978, 1979       |
| Чемпіонат Чехословаччини     |                  |      |                              |
| Золото                       | «Дукла» (Їглава) | 1    | 1974                         |
| Золото                       | СОНП (Кладно)    | 5    | 1975, 1976, 1977, 1978, 1980 |
| Срібло                       | «Дукла» (Їглава) | 1    | 1973                         |
| Срібло                       | СОНП (Кладно)    | 1    | 1982                         |
| Бронза                       | СОНП (Кладно)    | 2    | 1972, 1981                   |

### Особисті
| Нагороди                              | Кіл. | Роки                               |
| ------------------------------------- | ---- | ---------------------------------- |
| Символічна збірна чемпіонату світу    | 1    | 1976                               |
| Найкращий снайпер чемпіонату світу    | 1    | 1976                               |
| Найкращий бомбардир Олімпійських ігор | 1    | 1980                               |
| Золота ключка                         | 3    | 1977, 1981, 1982                   |
| Найкращий бомбардир ліги              | 6    | 1973, 1976, 1977, 1978, 1981, 1982 |
| Найкращий снайпер ліги                | 4    | 1973, 1975, 1976, 1977             |
| Член зали слави ІІХФ                  | -    | 2011                               |
| Член зали слави чеського хокею        | -    | 2008                               |

## Статистика
Скорочення: І = Ігри, Г = Голи, П = Паси, О = Очки
| Команда                     | Ліга                        | Роки    | І    | Г   | П    | О     |
| --------------------------- | --------------------------- | ------- | ---- | --- | ---- | ----- |
| СОНП (Кладно)               | D-1                         | 1968-89 | 549  | 401 | 308+ | 709+  |
| «Дукла» (Їглава)            | D-1                         | 1972-74 | 84   | 73  | 40   | 113   |
| Всього в D-1 Чехословаччини | Всього в D-1 Чехословаччини | 1968-89 | 633  | 474 | 348+ | 822+  |
| «Вашингтон Кепіталс»        | НХЛ                         | 1982-83 | 75   | 18  | 30   | 48    |
| «Цюрих»                     | D-1                         | 1983-84 | 38   | 31  | 23   | 54    |
| «Вінер»                     | D-1                         | 1985-86 | 40   | 31  | 50   | 81    |
| Всього в D-1                | Всього в D-1                | 1968-89 | 786  | 554 | 451+ | 1005+ |
| «Цюрих»                     | D-2                         | 1984-85 | 40   | 40  | 44   | 84    |
| СОНП (Кладно)               | D-2                         | 1986-87 | 40   | 34  | 37   | 71    |
| Всього в D-2                | Всього в D-2                | 1984-87 | 80   | 74  | 81   | 155   |
| Збірна Чехословаччини       | Збірна Чехословаччини       | 1974-82 | 211  | 120 | 40+  | 160+  |
| Всього за кар'єру           | Всього за кар'єру           | 1968-89 | 1077 | 748 | 572+ | 1320+ |